# Liriopsis monophthalmus
Liriopsis monophthalmus är en kräftdjursart som först beskrevs av Fraisse 1878.  Liriopsis monophthalmus ingår i släktet Liriopsis och familjen Cryptoniscidae. Inga underarter finns listade i Catalogue of Life.